# Jean-Louis Bernès
Pour les articles homonymes, voir Bernès.
Jean-Louis Bernès (né le 7 février 1948 à Poudenas) est un ancien joueur de rugby à XV du Sporting union agenais qui évoluait au poste de demi d'ouverture ou de trois-quarts centre.

## Carrière

### Clubs successifs
- 1980-1988 : entraîneur du Sporting Club de Captieux
- 1967 : Champion de France juniors reichel (SUA)
- 1969 : Champion de France juniors reichel (SUA)
- 1971 : Champion de France équipe réserve (SUA)
- 1976 : Champion de France 1re division (SUA)
- 1991-1995 : Entraîneur de l'équipe première du SUA